# Список астероїдів (26001—26100)
| Назва              | Тимчасове позначення | Дата відкриття    | Місце відкриття             | Відкривач                                              |
| ------------------ | -------------------- | ----------------- | --------------------------- | ------------------------------------------------------ |
| (26001) 2001 FX98  | 2001 FX98            | 16 березня 2001   | Сокорро (Нью-Мексико)       | LINEAR                                                 |
| 26002 Angelayeung  | 2001 FL103           | 18 березня 2001   | Сокорро (Нью-Мексико)       | LINEAR                                                 |
| (26003) 2001 FD104 | 2001 FD104           | 18 березня 2001   | Станція Андерсон-Меса       | LONEOS                                                 |
| 26004 Loriying     | 2001 FL108           | 18 березня 2001   | Сокорро (Нью-Мексико)       | LINEAR                                                 |
| 26005 Alicezhao    | 2001 FO109           | 18 березня 2001   | Сокорро (Нью-Мексико)       | LINEAR                                                 |
| (26006) 2001 FC112 | 2001 FC112           | 18 березня 2001   | Обсерваторія Кітт-Пік       | Spacewatch                                             |
| 26007 Lindazhou    | 2001 FQ120           | 26 березня 2001   | Сокорро (Нью-Мексико)       | LINEAR                                                 |
| (26008) 2001 FE127 | 2001 FE127           | 29 березня 2001   | Сокорро (Нью-Мексико)       | LINEAR                                                 |
| (26009) 2001 FJ129 | 2001 FJ129           | 26 березня 2001   | Сокорро (Нью-Мексико)       | LINEAR                                                 |
| (26010) 2001 FN129 | 2001 FN129           | 26 березня 2001   | Сокорро (Нью-Мексико)       | LINEAR                                                 |
| (26011) 2001 FA136 | 2001 FA136           | 21 березня 2001   | Станція Андерсон-Меса       | LONEOS                                                 |
| (26012) 2001 FG148 | 2001 FG148           | 24 березня 2001   | Станція Андерсон-Меса       | LONEOS                                                 |
| 26013 Amandalonzo  | 2001 FZ148           | 24 березня 2001   | Сокорро (Нью-Мексико)       | LINEAR                                                 |
| (26014) 2051 P-L   | 2051 P-L             | 24 вересня 1960   | Паломарська обсерваторія    | К. Й. ван Гаутен, І. ван Гаутен-Ґроневельд, Т. Герельс |
| (26015) 2076 P-L   | 2076 P-L             | 26 вересня 1960   | Паломарська обсерваторія    | К. Й. ван Гаутен, І. ван Гаутен-Ґроневельд, Т. Герельс |
| (26016) 2633 P-L   | 2633 P-L             | 24 вересня 1960   | Паломарська обсерваторія    | К. Й. ван Гаутен, І. ван Гаутен-Ґроневельд, Т. Герельс |
| (26017) 2674 P-L   | 2674 P-L             | 24 вересня 1960   | Паломарська обсерваторія    | К. Й. ван Гаутен, І. ван Гаутен-Ґроневельд, Т. Герельс |
| (26018) 2695 P-L   | 2695 P-L             | 24 вересня 1960   | Паломарська обсерваторія    | К. Й. ван Гаутен, І. ван Гаутен-Ґроневельд, Т. Герельс |
| (26019) 2768 P-L   | 2768 P-L             | 24 вересня 1960   | Паломарська обсерваторія    | К. Й. ван Гаутен, І. ван Гаутен-Ґроневельд, Т. Герельс |
| (26020) 3094 P-L   | 3094 P-L             | 24 вересня 1960   | Паломарська обсерваторія    | К. Й. ван Гаутен, І. ван Гаутен-Ґроневельд, Т. Герельс |
| (26021) 4177 P-L   | 4177 P-L             | 24 вересня 1960   | Паломарська обсерваторія    | К. Й. ван Гаутен, І. ван Гаутен-Ґроневельд, Т. Герельс |
| (26022) 4180 P-L   | 4180 P-L             | 24 вересня 1960   | Паломарська обсерваторія    | К. Й. ван Гаутен, І. ван Гаутен-Ґроневельд, Т. Герельс |
| (26023) 4538 P-L   | 4538 P-L             | 24 вересня 1960   | Паломарська обсерваторія    | К. Й. ван Гаутен, І. ван Гаутен-Ґроневельд, Т. Герельс |
| (26024) 4543 P-L   | 4543 P-L             | 24 вересня 1960   | Паломарська обсерваторія    | К. Й. ван Гаутен, І. ван Гаутен-Ґроневельд, Т. Герельс |
| (26025) 4587 P-L   | 4587 P-L             | 24 вересня 1960   | Паломарська обсерваторія    | К. Й. ван Гаутен, І. ван Гаутен-Ґроневельд, Т. Герельс |
| (26026) 4664 P-L   | 4664 P-L             | 24 вересня 1960   | Паломарська обсерваторія    | К. Й. ван Гаутен, І. ван Гаутен-Ґроневельд, Т. Герельс |
| 26027 Cotopaxi     | 4861 P-L             | 24 вересня 1960   | Паломарська обсерваторія    | К. Й. ван Гаутен, І. ван Гаутен-Ґроневельд, Т. Герельс |
| (26028) 5554 P-L   | 5554 P-L             | 17 жовтня 1960    | Паломарська обсерваторія    | К. Й. ван Гаутен, І. ван Гаутен-Ґроневельд, Т. Герельс |
| (26029) 5565 P-L   | 5565 P-L             | 17 жовтня 1960    | Паломарська обсерваторія    | К. Й. ван Гаутен, І. ван Гаутен-Ґроневельд, Т. Герельс |
| (26030) 6004 P-L   | 6004 P-L             | 24 вересня 1960   | Паломарська обсерваторія    | К. Й. ван Гаутен, І. ван Гаутен-Ґроневельд, Т. Герельс |
| (26031) 6074 P-L   | 6074 P-L             | 24 вересня 1960   | Паломарська обсерваторія    | К. Й. ван Гаутен, І. ван Гаутен-Ґроневельд, Т. Герельс |
| (26032) 6556 P-L   | 6556 P-L             | 24 вересня 1960   | Паломарська обсерваторія    | К. Й. ван Гаутен, І. ван Гаутен-Ґроневельд, Т. Герельс |
| (26033) 6801 P-L   | 6801 P-L             | 24 вересня 1960   | Паломарська обсерваторія    | К. Й. ван Гаутен, І. ван Гаутен-Ґроневельд, Т. Герельс |
| (26034) 9611 P-L   | 9611 P-L             | 17 жовтня 1960    | Паломарська обсерваторія    | К. Й. ван Гаутен, І. ван Гаутен-Ґроневельд, Т. Герельс |
| (26035) 1119 T-1   | 1119 T-1             | 25 березня 1971   | Паломарська обсерваторія    | К. Й. ван Гаутен, І. ван Гаутен-Ґроневельд, Т. Герельс |
| (26036) 2166 T-1   | 2166 T-1             | 25 березня 1971   | Паломарська обсерваторія    | К. Й. ван Гаутен, І. ван Гаутен-Ґроневельд, Т. Герельс |
| (26037) 2183 T-1   | 2183 T-1             | 25 березня 1971   | Паломарська обсерваторія    | К. Й. ван Гаутен, І. ван Гаутен-Ґроневельд, Т. Герельс |
| (26038) 2290 T-1   | 2290 T-1             | 25 березня 1971   | Паломарська обсерваторія    | К. Й. ван Гаутен, І. ван Гаутен-Ґроневельд, Т. Герельс |
| (26039) 3268 T-1   | 3268 T-1             | 26 березня 1971   | Паломарська обсерваторія    | К. Й. ван Гаутен, І. ван Гаутен-Ґроневельд, Т. Герельс |
| (26040) 3747 T-1   | 3747 T-1             | 13 травня 1971    | Паломарська обсерваторія    | К. Й. ван Гаутен, І. ван Гаутен-Ґроневельд, Т. Герельс |
| (26041) 4172 T-1   | 4172 T-1             | 26 березня 1971   | Паломарська обсерваторія    | К. Й. ван Гаутен, І. ван Гаутен-Ґроневельд, Т. Герельс |
| (26042) 4242 T-1   | 4242 T-1             | 26 березня 1971   | Паломарська обсерваторія    | К. Й. ван Гаутен, І. ван Гаутен-Ґроневельд, Т. Герельс |
| (26043) 4319 T-1   | 4319 T-1             | 26 березня 1971   | Паломарська обсерваторія    | К. Й. ван Гаутен, І. ван Гаутен-Ґроневельд, Т. Герельс |
| (26044) 1259 T-2   | 1259 T-2             | 29 вересня 1973   | Паломарська обсерваторія    | К. Й. ван Гаутен, І. ван Гаутен-Ґроневельд, Т. Герельс |
| (26045) 1582 T-2   | 1582 T-2             | 24 вересня 1973   | Паломарська обсерваторія    | К. Й. ван Гаутен, І. ван Гаутен-Ґроневельд, Т. Герельс |
| (26046) 2104 T-2   | 2104 T-2             | 29 вересня 1973   | Паломарська обсерваторія    | К. Й. ван Гаутен, І. ван Гаутен-Ґроневельд, Т. Герельс |
| (26047) 2148 T-2   | 2148 T-2             | 29 вересня 1973   | Паломарська обсерваторія    | К. Й. ван Гаутен, І. ван Гаутен-Ґроневельд, Т. Герельс |
| (26048) 2409 T-2   | 2409 T-2             | 25 вересня 1973   | Паломарська обсерваторія    | К. Й. ван Гаутен, І. ван Гаутен-Ґроневельд, Т. Герельс |
| (26049) 3161 T-2   | 3161 T-2             | 30 вересня 1973   | Паломарська обсерваторія    | К. Й. ван Гаутен, І. ван Гаутен-Ґроневельд, Т. Герельс |
| (26050) 3167 T-2   | 3167 T-2             | 30 вересня 1973   | Паломарська обсерваторія    | К. Й. ван Гаутен, І. ван Гаутен-Ґроневельд, Т. Герельс |
| (26051) 3200 T-2   | 3200 T-2             | 30 вересня 1973   | Паломарська обсерваторія    | К. Й. ван Гаутен, І. ван Гаутен-Ґроневельд, Т. Герельс |
| (26052) 3230 T-2   | 3230 T-2             | 30 вересня 1973   | Паломарська обсерваторія    | К. Й. ван Гаутен, І. ван Гаутен-Ґроневельд, Т. Герельс |
| (26053) 4081 T-2   | 4081 T-2             | 29 вересня 1973   | Паломарська обсерваторія    | К. Й. ван Гаутен, І. ван Гаутен-Ґроневельд, Т. Герельс |
| (26054) 4231 T-2   | 4231 T-2             | 29 вересня 1973   | Паломарська обсерваторія    | К. Й. ван Гаутен, І. ван Гаутен-Ґроневельд, Т. Герельс |
| (26055) 4257 T-2   | 4257 T-2             | 29 вересня 1973   | Паломарська обсерваторія    | К. Й. ван Гаутен, І. ван Гаутен-Ґроневельд, Т. Герельс |
| (26056) 4281 T-2   | 4281 T-2             | 29 вересня 1973   | Паломарська обсерваторія    | К. Й. ван Гаутен, І. ван Гаутен-Ґроневельд, Т. Герельс |
| 26057 Ankaios      | 4742 T-2             | 30 вересня 1973   | Паломарська обсерваторія    | К. Й. ван Гаутен, І. ван Гаутен-Ґроневельд, Т. Герельс |
| (26058) 1061 T-3   | 1061 T-3             | 17 жовтня 1977    | Паломарська обсерваторія    | К. Й. ван Гаутен, І. ван Гаутен-Ґроневельд, Т. Герельс |
| (26059) 1089 T-3   | 1089 T-3             | 17 жовтня 1977    | Паломарська обсерваторія    | К. Й. ван Гаутен, І. ван Гаутен-Ґроневельд, Т. Герельс |
| (26060) 1164 T-3   | 1164 T-3             | 17 жовтня 1977    | Паломарська обсерваторія    | К. Й. ван Гаутен, І. ван Гаутен-Ґроневельд, Т. Герельс |
| (26061) 2315 T-3   | 2315 T-3             | 16 жовтня 1977    | Паломарська обсерваторія    | К. Й. ван Гаутен, І. ван Гаутен-Ґроневельд, Т. Герельс |
| (26062) 2466 T-3   | 2466 T-3             | 16 жовтня 1977    | Паломарська обсерваторія    | К. Й. ван Гаутен, І. ван Гаутен-Ґроневельд, Т. Герельс |
| (26063) 2634 T-3   | 2634 T-3             | 16 жовтня 1977    | Паломарська обсерваторія    | К. Й. ван Гаутен, І. ван Гаутен-Ґроневельд, Т. Герельс |
| (26064) 3500 T-3   | 3500 T-3             | 16 жовтня 1977    | Паломарська обсерваторія    | К. Й. ван Гаутен, І. ван Гаутен-Ґроневельд, Т. Герельс |
| (26065) 3761 T-3   | 3761 T-3             | 16 жовтня 1977    | Паломарська обсерваторія    | К. Й. ван Гаутен, І. ван Гаутен-Ґроневельд, Т. Герельс |
| (26066) 4031 T-3   | 4031 T-3             | 16 жовтня 1977    | Паломарська обсерваторія    | К. Й. ван Гаутен, І. ван Гаутен-Ґроневельд, Т. Герельс |
| (26067) 4079 T-3   | 4079 T-3             | 16 жовтня 1977    | Паломарська обсерваторія    | К. Й. ван Гаутен, І. ван Гаутен-Ґроневельд, Т. Герельс |
| (26068) 4093 T-3   | 4093 T-3             | 16 жовтня 1977    | Паломарська обсерваторія    | К. Й. ван Гаутен, І. ван Гаутен-Ґроневельд, Т. Герельс |
| (26069) 4215 T-3   | 4215 T-3             | 16 жовтня 1977    | Паломарська обсерваторія    | К. Й. ван Гаутен, І. ван Гаутен-Ґроневельд, Т. Герельс |
| (26070) 4240 T-3   | 4240 T-3             | 16 жовтня 1977    | Паломарська обсерваторія    | К. Й. ван Гаутен, І. ван Гаутен-Ґроневельд, Т. Герельс |
| (26071) 4335 T-3   | 4335 T-3             | 16 жовтня 1977    | Паломарська обсерваторія    | К. Й. ван Гаутен, І. ван Гаутен-Ґроневельд, Т. Герельс |
| (26072) 5155 T-3   | 5155 T-3             | 16 жовтня 1977    | Паломарська обсерваторія    | К. Й. ван Гаутен, І. ван Гаутен-Ґроневельд, Т. Герельс |
| (26073) 5168 T-3   | 5168 T-3             | 16 жовтня 1977    | Паломарська обсерваторія    | К. Й. ван Гаутен, І. ван Гаутен-Ґроневельд, Т. Герельс |
| 26074 Carlwirtz    | 1977 TD              | 8 жовтня 1977     | Обсерваторія Ла-Сілья       | Ганс-Еміль Шустер                                      |
| 26075 Levitsvet    | 1978 PA3             | 8 серпня 1978     | КрАО                        | Черних Микола Степанович                               |
| (26076) 1979 MM1   | 1979 MM1             | 25 червня 1979    | Обсерваторія Сайдинг-Спрінг | Е. Гелін, Ш. Дж. Бас                                   |
| (26077) 1979 ML6   | 1979 ML6             | 25 червня 1979    | Обсерваторія Сайдинг-Спрінг | Е. Гелін, Ш. Дж. Бас                                   |
| (26078) 1979 MP6   | 1979 MP6             | 25 червня 1979    | Обсерваторія Сайдинг-Спрінг | Е. Гелін, Ш. Дж. Бас                                   |
| (26079) 1979 MW6   | 1979 MW6             | 25 червня 1979    | Обсерваторія Сайдинг-Спрінг | Е. Гелін, Ш. Дж. Бас                                   |
| (26080) 1980 EF    | 1980 EF              | 14 березня 1980   | Станція Андерсон-Меса       | Едвард Бовелл                                          |
| (26081) 1980 PT1   | 1980 PT1             | 6 серпня 1980     | Обсерваторія Ла-Сілья       | Річард Вест                                            |
| (26082) 1981 EB11  | 1981 EB11            | 1 березня 1981    | Обсерваторія Сайдинг-Спрінг | Ш. Дж. Бас                                             |
| (26083) 1981 EJ11  | 1981 EJ11            | 1 березня 1981    | Обсерваторія Сайдинг-Спрінг | Ш. Дж. Бас                                             |
| (26084) 1981 EK17  | 1981 EK17            | 1 березня 1981    | Обсерваторія Сайдинг-Спрінг | Ш. Дж. Бас                                             |
| (26085) 1981 ED18  | 1981 ED18            | 2 березня 1981    | Обсерваторія Сайдинг-Спрінг | Ш. Дж. Бас                                             |
| (26086) 1981 UE23  | 1981 UE23            | 24 жовтня 1981    | Паломарська обсерваторія    | Ш. Дж. Бас                                             |
| 26087 Zhuravleva   | 1982 UU8             | 21 жовтня 1982    | КрАО                        | Карачкіна Людмила Георгіївна                           |
| (26088) 1985 QF1   | 1985 QF1             | 17 серпня 1985    | Паломарська обсерваторія    | Е. Гелін                                               |
| (26089) 1985 QN2   | 1985 QN2             | 17 серпня 1985    | Паломарська обсерваторія    | Е. Гелін                                               |
| (26090) 1986 PU1   | 1986 PU1             | 1 серпня 1986     | Паломарська обсерваторія    | Мар'ян Рудник                                          |
| (26091) 1987 RL1   | 1987 RL1             | 13 вересня 1987   | Обсерваторія Ла-Сілья       | Анрі Дебеонь                                           |
| (26092) 1987 SF    | 1987 SF              | 16 вересня 1987   | Обсерваторія Ґейсей         | Тсутому Секі                                           |
| (26093) 1987 UA1   | 1987 UA1             | 25 жовтня 1987    | Обсерваторія Кушіро         | Сейджі Уеда, Хіроші Канеда                             |
| (26094) 1988 NU    | 1988 NU              | 11 липня 1988     | Паломарська обсерваторія    | Е. Гелін                                               |
| (26095) 1988 PU    | 1988 PU              | 10 серпня 1988    | Паломарська обсерваторія    | К. Міколайчак, Р. Кокер                                |
| (26096) 1988 SD3   | 1988 SD3             | 16 вересня 1988   | Обсерваторія Серро Тололо   | Ш. Дж. Бас                                             |
| (26097) 1988 VJ1   | 1988 VJ1             | 6 листопада 1988  | Обсерваторія Ґейсей         | Тсутому Секі                                           |
| (26098) 1989 AN3   | 1989 AN3             | 4 січня 1989      | Обсерваторія Сайдинг-Спрінг | Роберт Макнот                                          |
| (26099) 1989 WH    | 1989 WH              | 20 листопада 1989 | Обсерваторія Ґекко          | Йошіакі Ошіма                                          |
| (26100) 1990 QL5   | 1990 QL5             | 29 серпня 1990    | Паломарська обсерваторія    | Генрі Гольт                                            |

| ← Астероїди 20001—30000 → |             |             |             |             |             |             |             |             |             |
| 20001—20100               | 21001—21100 | 22001—22100 | 23001—23100 | 24001—24100 | 25001—25100 | 26001—26100 | 27001—27100 | 28001—28100 | 29001—29100 |
| 20101—20200               | 21101—21200 | 22101—22200 | 23101—23200 | 24101—24200 | 25101—25200 | 26101—26200 | 27101—27200 | 28101—28200 | 29101—29200 |
| 20201—20300               | 21201—21300 | 22201—22300 | 23201—23300 | 24201—24300 | 25201—25300 | 26201—26300 | 27201—27300 | 28201—28300 | 29201—29300 |
| 20301—20400               | 21301—21400 | 22301—22400 | 23301—23400 | 24301—24400 | 25301—25400 | 26301—26400 | 27301—27400 | 28301—28400 | 29301—29400 |
| 20401—20500               | 21401—21500 | 22401—22500 | 23401—23500 | 24401—24500 | 25401—25500 | 26401—26500 | 27401—27500 | 28401—28500 | 29401—29500 |
| 20501—20600               | 21501—21600 | 22501—22600 | 23501—23600 | 24501—24600 | 25501—25600 | 26501—26600 | 27501—27600 | 28501—28600 | 29501—29600 |
| 20601—20700               | 21601—21700 | 22601—22700 | 23601—23700 | 24601—24700 | 25601—25700 | 26601—26700 | 27601—27700 | 28601—28700 | 29601—29700 |
| 20701—20800               | 21701—21800 | 22701—22800 | 23701—23800 | 24701—24800 | 25701—25800 | 26701—26800 | 27701—27800 | 28701—28800 | 29701—29800 |
| 20801—20900               | 21801—21900 | 22801—22900 | 23801—23900 | 24801—24900 | 25801—25900 | 26801—26900 | 27801—27900 | 28801—28900 | 29801—29900 |
| 20901—21000               | 21901—22000 | 22901—23000 | 23901—24000 | 24901—25000 | 25901—26000 | 26901—27000 | 27901—28000 | 28901—29000 | 29901—30000 |